# پلی‌گرام انترتینمنت
پُلی‌گرام اینترتینمنت (انگلیسی: PolyGram Entertainment) شرکت سرگرمی بریتانیایی است، که در سال ۱۹۸۰ تأسیس شد.